# Гленби
Гленби (англ. Glenbeigh; ирл. Gleann Beithe) — деревня в Ирландии, находится в графстве Керри (провинция Манстер).

## Демография
Население — 280 человек (по переписи 2006 года). В 2002 году население составляло 330 человек. 
Данные переписи 2006 года:
| Общие демографические показатели |               |                               |                               |      |      |
| Всё население                    | Всё население | Изменения населения 2002—2006 | Изменения населения 2002—2006 | 2006 | 2006 |
| 2002                             | 2006          | чел.                          | %                             | муж. | жен. |
| 330                              | 280           | -50                           | -15,2                         | 142  | 138  |